# История народа Альбы
История народа Альбы («История народов скоттов»; гэльск. «Senchus fer n-Alban» или гэльск. «Míniugud Senchusa Fher n-Alban») — написанный в X веке на гэльском языке трактат, содержащий родословные правителей Дал Риады и Альбы, а также другие материалы по истории этих государств; вероятно, наиболее ранний из сохранившихся трудов, созданных в средневековой Шотландии.

## Рукописи и название
«История народа Альбы» сохранилась в нескольких рукописях. Лучшие из них сначала принадлежали Д. Мак Фирбисигу, а затем Э. Ллуйду. Наиболее ранний манускрипт — Ms. H.2.7 — сейчас хранится в Тринити-колледже в Дублине. Он создан в XIV веке, вероятно, Л. О’Далланом и Ш. М. О’Дубаганом (умер в 1372 году). Мнение о том, что этот текст первоначально находился в «Книге Уа Мане», теперь отвергнуто. Фрагменты «Истории народа Альбы» содержатся в «Баллимотской книге», «Великой книге Лекана» и в генеалогических компиляциях Д. Мак Фирбисига. Предполагается, что «История народа Альбы» приобрела нынешний вид в X веке. Однако, скорее всего, её составитель заимствовал часть сведений из какого-то несохранившегося до нашего времени значительно более раннего латиноязычного источника.
Первое полное издание «История народа Альбы» под названием «Трактат о шотландцах Дал Риады» было осуществлено в Эдинбурге в 1867 году У. Ф. Скином.
Оригинальное название «Истории народа Альбы» неизвестно. В рукописях наиболее часто употребляются два гэльских названия: «Senchus fer n-Alban» и «Míniugud Senchusa Fher n-Alban», устоявшегося перевода которых нет. В англоязычной литературе эти названия чаще всего переводятся как «История мужей Шотландии», «Объяснение преданий мужей Шотландии» или «Родословие мужей Альбы», а в русскоязычной литературе — «История народа Альбы», «Книга народа Албы» и «История народа скоттов».

## Генеалогическая часть
Упоминаемый в ряде рукописей в названии «Истории народа Альбы» гэльский термин «объяснение истории» (галло «míniugud senchasa»), вероятно, является отсылкой к особому жанру ирландских генеалогий, в которых повествование велось по нисходящей линии. В разных копиях «Истории народа Альбы» её длина варьируется от приблизительно семидесяти до восьмидесяти строк. В качестве дополнения в рукописях находится собрание родословных «Genelaig Albanensium», которое содержит генеалогии королей Альбы Малькольма II и Константина III и королей Дал Риады Эйнбкеллаха и других. Собственно «История народа Альбы» состоит из двух частей: генеалогий правителей Дал Риады и Альбы и описанием кланов Дал Риады.
В первой части «Истории народа Альбы» приводится генеалогии правителей Дал Риады, начиная от их прибывших в Британию из Ирландии предков. В большинстве версий «Истории народа Альбы» происхождение правителей Дал Риады возводится к жившему приблизительно в середине V века Эохайду Муйнремару). Непосредственными же родоначальниками королей Дал Риады называются сыновья Эрка мак Эхдаха, а старший из них — Фергус I Великий — упоминается как первый король британской Дал Риады. В «Истории народа Альбы» сообщается, что в Британию из Ирландии переселились шесть из тринадцати сыновей Эрка, ставшие эпонимами кланов и предками правителей раннесредневековой Шотландии. Возможно, такая генеалогия была внесена в «Историю народа Альбы» уже после формирования её основного текста. Предполагается, что это могло произойти между серединой VIII века и концом X века. Свидетельством позднего происхождения такой родословной являются генеалогии из «De Síl Chonairi Móir». В этом источнике, основанном на принадлежавшем Д. Мак Фирбисигу изводе «Истории народа Альбы», родоначальником шотландских королей назван Кайрпре Риата, «сын Конайре» (или Конайре Великого, или Конайре Коэма), который может быть отождествлен с Ревдой из «Церковной истории народа англов» Беды Достопочтенного. Аналогичные генеалогии из «Genelaig Albanensium» и рукописи Rawlinson B 502 также ведут родословную Фергуса I Великого от жившего на десять или даже пятнадцать поколений раньше Кайрпре Риаты.
Главная ценность генеалогий «Истории народа Альбы» заключается в их второй части, так как сведения о более ранних королях Дал Риады, чем правивший в середине VI века Коналл I, скорее всего, основаны на легендах и поэтому малодостоверны. Первый король родословных, генеалогические сведения о котором могут быть сопоставлены с информацией в других источниках — умерший в 660 году Коналл II, последний — скончавшийся в 997 году Константин III. «История народа Альбы» — наиболее ранний известный источник, в котором генеалогии большинства правителей королевства Альбы возводились к Кеннету I, а тот, в свою очередь, назывался преемником на престоле правителей Дал Риады. Однако современные историки считают эти утверждения ненадёжными, так как они не подтверждаются более близкими к первой половине IX века источниками. Не соответствует действительности и утверждение о полном уничтожении пиктской государственности Кеннетом I в 843 году, содержащееся в созданной приблизительно в конце X века «Хронике королей Альбы». Возможно, подобные теории, нашедшие отражение и в созданной в конце XI века поэме «Песнь скоттов», стали распространяться среди высших слоёв шотландского общества после произошедшего в X веке полного вытеснения среди его представителей пиктского языка гэльским языком.

## Описание кланов Дал Риады
Вторая часть «Истории народа Альбы» посвящена описанию кланов Дал Риады: Кенел Фергуса (более известен под позднейшим названием Кенел Габран), Кенел Лоарн и Кенел Энгуса. Приведены военные обязанности их членов, по-видимому, по состоянию на то время, когда Кенел Комгалл ещё был частью Кенел Габран, то есть приблизительно на середину VII века. Хотя эти данные не обязательно должны отражать реалии тех времён, так как источник этой информации и время её внесения в рукопись не установлены, тем не менее, не вызывает сомнения, что содержавший эти сведения протограф был создан не позднее середины VIII века. Это позволяет считать эту часть «Истории народа Альбы» наиболее ранним известным письменным документом из Шотландии. В «Истории народа Альбы» совсем не сообщается о владениях королей Дал Риады в Ирландии. Однако в ней упоминаются выходцы из Айргиаллы на землях Кенел Лоарн. Неизвестно, были ли те переселенцами из Ирландии или просто людьми, к которым было применено определение «дополнительные клиенты». Возможно, что отсутствие упоминаний о налогах с ирландских владениях королей Дал Риады может свидетельствовать о том, что в «Истории народа Альбы» сохранилась только часть какого-то более обширного источника или эти сведения были утрачены при создании одной из её редакций.
В «Истории народа Альбы» описывается объединённое по клановому принципу общество Дал Риады и его иерархия: индивидуальное хозяйство — клан — государство. Сообщается, что живший в Айлее, Джуре и, возможно, Колонсее клан Кенел Энгуса имели 430 дворов, живший на побережье Ферт-оф-Лорна и на Морверне клан Кенел Лоарн — 420 дворов, а живший в Кинтайре, на Бьюте и Арране клан Кенел Фергуса — 560 дворов. На этом основании население Дал Риады оценивается приблизительно в 7000—8000 человек. Королевскими резиденциями названы Дунадд, Данстаффнидж и Данолли. Согласно «Истории народа Альбы», власть монархов Дал Риады распространялась почти на всё западное побережье современной Шотландии, на востоке доходя до Драмалбана. Все эти земли упоминаются как «Эрра Гайдхил» (или «Побережье гэлов»). Позднее это название трансформировалось в хороним Аргайл. В «Истории народа Альбы» указано, сколько человек во время войны каждый из кланов должен был отправлять королю: Кенел Энгуса — 645 воинов, Кенел Лоарн — 1120 воинов и Кенел Фергуса — 1490 воинов. Таким образом, общее число призываемых в королевскую армию персон составляло 3255 воинов. В «Истории народа Альбы» также описывались обязанности каждого клана по посылке судов в королевский флот. Сообщается, что от каждых двадцати хозяйств Дал Риады король должен был получить по два семивёсельных судна с четырнадцатью гребцами и кормчим на каждом. Всего флот Дал Риады состоял из ста сорока одного корабля. Возможно, внесение в труд данных о таких обязанностях скоттов было связано с наиболее ранней известной морской битвой в истории Британии, произошедшем во время междоусобной войны в Дал Риаде в 719 году сражением при Ард Несби.
Наряду с «Песней скоттов» и «Хроникой народа Альбы», «История народа Альбы» является одним из наиболее ранних источников о Дал Риаде. Наличие в «Истории народа Альбы» сведений, отсутствующих в других средневековых трудах, делает её очень ценным сочинением по ранней истории Шотландии.

## Издания
- Галушко К. Ю. Кельтская Британия: племена, государства, династии с древности до конца XV века. — Киев: Атика, 2005. — 324 с. — ISBN 966-326-098-X.
- Tract on the Scots of Dalriada / Skene W. F. — Chronicles of the Picts, Chronicles of the Scots, and other Early Memorials of Scottish History. — Edinburgh: H. M General Register House, 1867. — P. 308—317.
- Alan Orr Anderson. Early sources of Scottish History A. D. 500 to 1286. — Edinburgh, London: Oliver and Boyd, 1922. — Vol. I. — P. cl—cliii.
- Bannerman J. Studies in the History of Dalriada. — Edinburgh: Scottish Academic Press, 1974. — P. 47—49. — ISBN 0-7011-2040-1.
- Senchus Fer nAlban. History of the Men of Alba (Scotland) (англ.). Clan Mac Lochlainn. Дата обращения: 30 августа 2021.